# Himalopsyche hierophylax
Himalopsyche hierophylax är en nattsländeart som beskrevs av Schmid 1966. Himalopsyche hierophylax ingår i släktet Himalopsyche och familjen rovnattsländor. Inga underarter finns listade i Catalogue of Life.